# Calvin S. Brice

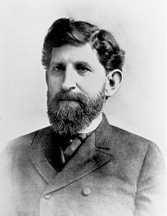
Calvin S. Brice

Calvin Stewart Brice, född 17 september 1845 i Denmark, Ohio, död 15 december 1898 i New York, var en amerikansk demokratisk politiker. Han representerade delstaten Ohio i USA:s senat 1891–1897.
Brice utexaminerades 1863 från Miami University i Oxford, Ohio.  Han deltog i amerikanska inbördeskriget i nordstaternas armé och befordrades till överstelöjtnant. Han studerade sedan juridik vid University of Michigan och inledde 1866 sin karriär som advokat i Lima, Ohio.
Brice efterträdde 1891 Henry B. Payne som senator för Ohio. Han efterträddes sex år senare av Joseph B. Foraker. Han avled året därpå och hans grav finns på Woodlawn Cemetery i Lima, Ohio.